# 約恩·戈倫茨·斯坦科維奇
約恩·戈倫茨·斯坦科維奇（1996年1月14日—）是一位斯洛文尼亞足球運動員，在場上的位置是中場。他現在效力於奥地利足球甲级联赛球隊格拉茲。他也代表斯洛文尼亞國家足球隊參賽。

## 外部連結
- NZS profile （页面存档备份，存于） （斯洛維尼亞語）
- 足球数据库：約恩·戈倫茨·斯坦科維奇的球员统计数据
- Soccerway資料庫：約恩·戈倫茨·斯坦科維奇